# Szelestei Nagy László
Szelestei Nagy László, Szelestei N. László (Szombathely, 1947. július 30. –) magyar irodalomtörténész, nyugalmazott egyetemi tanár, egyetemi dékán, az irodalomtudományok doktora (2008).

## Életpályája

### Tanulmányok
- 1954–1961: általános iskola Szelestén
- 1961–1965: Győri Bencés Gimnázium
- 1967–1972: ELTE, magyar-latin-levéltár szak (diploma: 1972); Eötvös-kollégista; könyvtár szak (diploma: 1973)
- 1986: az irodalomtudományok kandidátusa
- 2008: MTA doktora (irodalom- és kultúratudományok, DSc)

### Munkahelyek
Érettségi után egy évig segédmunkás volt Szombathelyen, majd egy év katonaság következett. Az egyetem elvégzése után fél évig szakmunkásképző intézetben tanár. 1973–1996 között az Országos Széchényi Könyvtár munkatársa: Kézirattár, ill. a magyarországi egyházi könyvtárak referense.
1992–1996: másodállás a Miskolci Egyetem Bölcsészettudományi Karán. 1994–1997: másodállás a Pázmány Péter Katolikus Egyetem Bölcsészettudományi Karán.
1997–2007: a Pázmány Péter Katolikus Egyetem Magyar Irodalomtudományi Intézetében docens, majd 2007-től egyetemi tanár. 1997–2000: intézetvezető; 2006–2009: a Bölcsészettudományi Kar dékánja; 2008–2017: az Irodalomtudományi Doktoriskola vezetője.

## Tudományos tevékenysége
Kutatási területe: 16-18. századi magyarországi művelődés-, irodalom- és lelkiségtörténet. 
2007: a Lelkiségtörténeti Műhely alapítója. 2012: MTA–PPKE Barokk Irodalom és Lelkiség Kutatócsoport alapítója, nyugalmazásáig vezetője. Irányításával 2008 és 2020 között hat fő szerzett PhD-fokozatot.
Felesége: Hubert Ildikó (1949) irodalomtörténész. Lányuk Nagy Anna.

## Díjak, elismerések
- 1985: Bél Mátyás-emlékérem (Pozsony)
- 1997–2001: Széchenyi Professzori Ösztöndíj
- 2003–2005: Széchenyi István Ösztöndíj
- 2009: Faludi Ferenc-díj
- 2011: Pázmány Péter-emlékérem
- 2011: Mestertanár Aranyérem
- 2016: Érd Város Életmű Díja
- 2019: Stephanus-díj
- 2019: Pro Cultura Christiana Díj
- 2023: Fraknói Vilmos-díj
- 2025: A Magyar Érdemrend tisztikeresztje

## Tudományos és közéleti tagságok
- MTA Könyvtörténeti Munkabizottság (1986–)
- Magyar Könyvszemle, szerkesztőbizottsági tag (1986–)
- Pápai Művelődéstörténeti Társaság, tag (1988–)
- Szent László Társulat (1995–, elnök 2001–2004)
- Magyar Sion, szerkesztőbizottsági tag (2007–)
- Szent István Tudományos Akadémia, rendes tag (2018–)

## Művei

### Önálló kötetek
- Bél Mátyás kéziratos hagyatékának katalógusa; MTA Könyvtára, Bp., 1984
- Irodalom- és tudományszervezési törekvések a 18. századi Magyarországon, 1690–1790 (kandidátusi értekezés); OSZK, Bp., 1989 (Az Országos Széchényi Könyvtár kiadványai. Új sorozat)
- Bél Mátyás levelezése; sajtó alá rend., bev., jegyz.; Balassi, Bp., 1993 (Magyarországi tudósok levelezése)
- Naplók és útleírások a 16–18. századból. Briccius Kokavinus, Nagyfalvi Gergely, Hodik János naplója, Csáky Péter és Radvánszky László útleírása; Universitas, Bp., 1998 (Historia Litteraria)
- Kalmár György, „a magyar nyelv szerelmese”; sajtó alá rend., bev.; PPKE BTK, Piliscsaba, 2000 (Pázmány Irodalmi Műhely. Források)
- Magyar ferencesek prédikációs gyakorlata a 17. században. Csíksomlyói kéziratos prédikációk; PPKE BTK, Piliscsaba, 2003 (Pázmány Irodalmi Műhely)
- Régi magyar prédikációk, 16–18. század. Egyetemi szöveggyűjtemény; vál., bev., bibliográfia; Szent István Társulat, Bp., 2005
- Magyar bejegyzések a Veszprémi Calepinusban; Szenal, Érd, 2007
- Rekatolizáció és barokk áhítat; METEM, Bp., 2008 (METEM Könyvek)
- Eszmék és arcok a 18. századi Magyarországról; Universitas, Bp., 2010 (Historia litteraria)
- Weszprémi István levelezése; sajtó alá rend. Szelestei N. László, Vida Tivadar, bev., jegyz. Szelestei N. László; Argumentum, Bp., 2013 (Magyarországi tudósok levelezése)
- Irodalom és lelkiség. Tanulmányok; MTA–PPKE Barokk Irodalom és Lelkiség Kutatócsoport, Bp., 2013 (Pázmány Irodalmi Műhely. Lelkiségtörténeti tanulmányok)
- Magyar bencések prédikációi a 17–18. század fordulóján; MTA–PPKE Barokk Irodalom és Lelkiség Kutatócsoport, Bp., 2014 (Pázmány Irodalmi Műhely. Lelkiségtörténeti források)
- Szent Anna tisztelete Magyarországon a barokk korban; vál., sajtó alá rend., bev.; MTA–PPKE Barokk Irodalom és Lelkiség Kutatócsoport, Bp., 2014 (Pázmány Irodalmi Műhely. Lelkiségtörténeti források)
- Barokk kori prédikációk és népénekek Szent Márton püspökről; vál., sajtó alá rend., bev.; MTA–PPKE Barokk Irodalom és Lelkiség Kutatócsoport, Bp., 2016 (Pázmány Irodalmi Műhely. Lelkiségtörténeti források)
- Horányi Elek levelezése; sajtó alá rend., bev., jegyz.; MTA–PPKE Barokk Irodalom és Lelkiség Kutatócsoport, Bp., 2016 (Pázmány Irodalmi Műhely. Források)
- Tanulmányok a 17–18. századi magyarországi művelődésről; Szent István Társulat, Bp., 2019
- Prédikálás a 17. századi Magyarországon. Kéziratos kötetek; MTA–PPKE Barokk Irodalom és Lelkiség Kutatócsoport, Bp., 2020 (Pázmány Irodalmi Műhely. Lelkiségtörténeti tanulmányok)
- Séllyei Nagy Ignác püspöksége. Tanulmányok és források; MTA–PPKE Barokk Irodalom és Lelkiség Kutatócsoport, Bp., 2020 (Pázmány Irodalmi Műhely. Lelkiségtörténeti tanulmányok)

### Általa szerkesztett könyvsorozatok
- Magyarországi egyházi könyvtárak kéziratkatalógusai, 1-13. (1979–2000)
- Magyarországi tudósok levelezése, 4-6. (2000–2013)
- Pázmány Irodalmi Műhely. Források, 1-7. (2000–2013, Hargittay Emillel közösen)
- Pázmány Irodalmi Műhely. Lelkiségtörténeti tanulmányok, 10-27. (2009–2020)
- Pázmány Irodalmi Műhely. Lelkiségtörténeti források, 1-7. (2013–2019)

### MTMT-publikációk
Magyar Tudományos Művek Tára – Szelestei Nagy László adatlapja.

### Médiaszereplések
- A hallei pietizmus sajátosságai a Kárpát-medencében c. előadás, Szeged, 2015. május 28.
- A 17. századi prédikálás gyakorlatáról c. előadás, Budapest, 2017. március 29.
- Oráció Szent Lászlóról az 1634. évi bécsi Szent László-napi ünnepségen c. előadás, Eger, 2020. szeptember 4.